# كسكس بالبيض واللوز
كسكس بالبيض واللوز بالدارجة المغربية كسكسو بالبيض واللوز، هو نوع من أنواع الكسكس المغربي، أصله من مدينة الرباط المغربية. يحضر من سميد القمح الصلب ولحم الضأن ويزين بالتفاية واللوز المقلي والبيض المسلوق.

## المناسبات
يتم إعداد هذا الطبق من طرف العائلات الأصيلة بالرباط، في ثلاث مناسبات:
- في حفل تكملة تعليم الطفل القرآن الكريم؛
- وصول الحجاج من مكة (دخلة الحجاج)؛
- في نهاية فترة ترمل الأرملة.

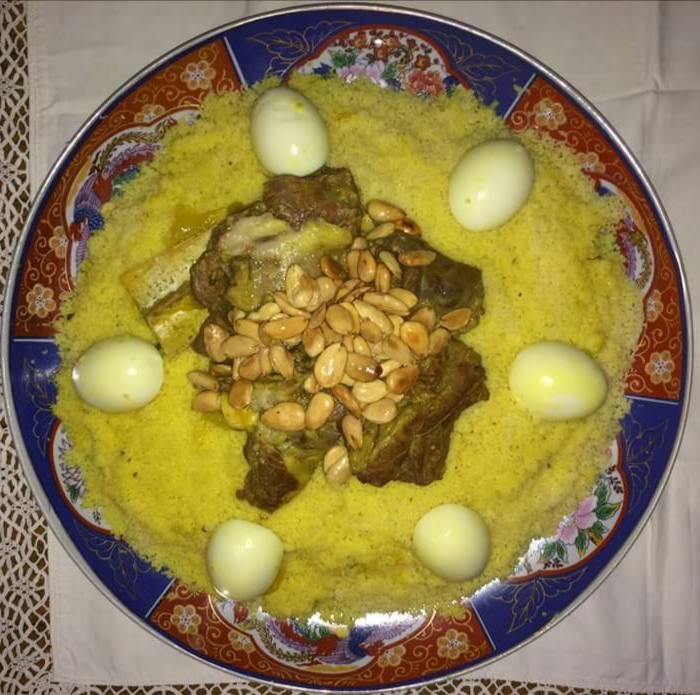
كسكس بالبيض واللوز

يتم تحضير نفس الطبق مع التفاية لمناسبتين أخرتين:
- في مساء العيد الكبير مع الكتف الأيسر من الغنم؛
- في مساء اليوم السابق للزفاف في أسرة الزوج، حيث تمنع العادة العروس والعريس من تذوقه.

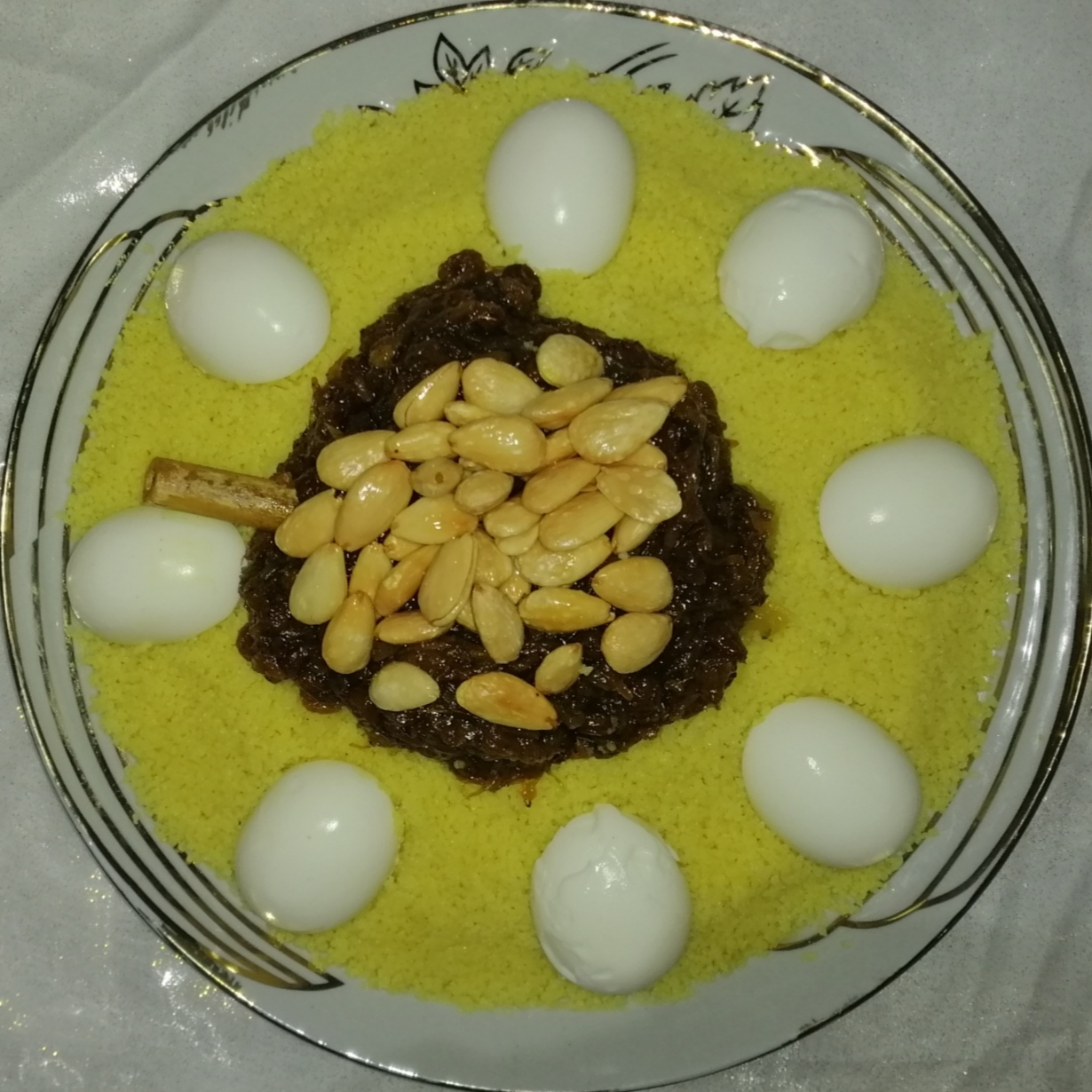
كسكس بالبيض واللوز والتفاية

## المكونات
- لحم دجاج أو لحم البقر.
- كسكس.
- بصلة.
- قزبور.
- ابزار.
- سكنجبير.
- خرقوم.
- زعفران حر.
- ملح.
- ماء.
- الزيت.
- سمن.
- بيض.
- لوز مقشر ومقلي.[4]